# 福岡県立門司北高等学校
福岡県立門司北高等学校（ふくおかけんりつもじきたこうとうがっこう, Fukuoka Prefectural Moji Kita High School）は、かつて福岡県北九州市門司区大字猿喰にあった男女共学の県立高等学校である。
福岡県内の高校再編のため、門司高等学校と統合の上、門司学園中学校・高等学校（中学校は2004年（平成16年）、高校は2007年（平成19年））が開校した。2007年度（平成19年度）より生徒募集を停止し、2009年（平成21年）3月に閉校した。閉校まで門司学園中学校と校舎を共用し、閉校後に同中学校へ継承。また、統合の相手校、門司高等学校の校地は門司学園高等学校に継承されたが、2012年度（平成24年度）には、旧門司北高等学校（現・門司学園中学校）に、高等学校も移転した。

## 概要
歴史
1907年（明治40年）に開校した門司市立門司高等女学校を前身とする。創立101年を迎えた2009年（平成21年）に閉校した。
学区
福岡県第二学区（門司区）
設置課程・学科
全日制課程 普通科（うち1クラスは国際情報クラス）
校訓
一. 誠実にて責任を重んじる
一. 自由と真理を愛する
一. 身体を健やかにし、情操を豊かにする
校章
「北」と「高」の文字を組み合わせている。
校歌

同窓会
「門浪会」（となみかい）と称する。名称の由来に関しては同窓会のウェブサイトを参照。

## 沿革
- 1907年（明治40年）5月 - 谷町に「門司市立門司高等女学校」として開校。
- 1915年（大正4年）7月 - 県立移管に伴い、「福岡県立門司高等女学校」と改称。
- 1925年（大正14年）4月 - 「福岡県門司高等女学校」に改称。（「立」が除かれる。）
- 1948年（昭和23年）4月1日 - 学制改革により、「福岡県立門司女子高等学校」に改称。併置中学校を設置し、高等女学校の2・3年生を収容。
- 1949年（昭和24年）8月31日 - 男女共学化し、「福岡県立門司北高等学校」（現校名）に改称。
- 1957年（昭和32年）- 旭町（現・北九州市立早鞆中学校）に移転。
- 1985年（昭和60年）8月 - 門司区猿喰に移転。
- 2004年（平成16年）4月 - 福岡県立門司学園中学校が開校。校舎を共用。
- 2007年（平成19年）- 生徒募集を停止。
- 2009年（平成21年）3月31日 - 閉校。

## 主な卒業生
- 高橋久子（初の女性最高裁判事。門司高等女学校卒業）
- 沢田敏子（声優・ナレーター）
- 秋山竜次（ロバート）
- 馬場裕之（ロバート）
- キミーブラウニー（お笑い芸人・シンガーソングライター・タレント）
- 中野義久（ギターリスト）